# Caprichosos de São Gonçalo
O Grêmio Recreativo Escola de Samba Caprichosos de São Gonçalo é uma escola de samba de São Gonçalo, estado do Rio de Janeiro, que anteriormente era chamada de Caprichosos do Bairro Antonina.

## História
Ainda com o nome de Grêmio Recreativo Escola de Samba Caprichosos do Bairro Antonina foi vice-campeã do carnaval gonçalense, em 2009 . Logo depois mudou de nome, passando a ser Caprichosos de São Gonçalo, sendo campeã, juntamente com a Acadêmicos do Universo.
No ano seguinte, já sob a presidência de Nilton Peixoto de Carvalho, quando defendeu um enredo sobre a culinária de três Estados brasileiros, o Rio de Janeiro, Espírito Santo e Minas Gerais, terminou como vice-campeã. Em 2012, obteve o tri-vice campeonato, homenageando em seu desfile o vereador Miguel Moraes e a indústria naval.

## Segmentos

### Presidentes
| Nome                       | Mandato          | Ref. |
| -------------------------- | ---------------- | ---- |
| Nilton Peixoto de Carvalho | 1983- atualidade |      |

### Diretores
| Ano       | Direção de Carnaval   | Direção de Harmonia   | Mestre de Bateria |
| --------- | --------------------- | --------------------- | ----------------- |
| 2011-2015 | Rosângela Quintanilha | Rosângela Quintanilha | Antenor           |

### Coreógrafo
| Ano       | Nome                 | Ref. |
| --------- | -------------------- | ---- |
| 2011-2015 | Comissão de Carnaval |      |

### Mestre-sala e Porta-bandeira
| Ano       | Casal                   |
| --------- | ----------------------- |
| 2011-2015 | Taninha e Paulo Ricardo |

### Rainhas de bateria
| Período   | Rainha        |
| --------- | ------------- |
| 2010-2011 | Kaisa         |
| 2012-2015 | Cynthia Alves |

## Carnavais
| Ano                   | Colocação   | Grupo         | Enredo | Carnavalesco  | Intérprete                          | Ref   |
| --------------------- | ----------- | ------------- | --- | ------------- | ----------------------------------- | ----- |
| 2010                  | Campeã      |               | |               |                                     | [ 2 ] |
| 2011                  | Vice-Campeã | A–São Gonçalo | Tem banquete na avenida                                                                                              | Nilo Mocidade |                                     |       |
| 2012                  | Vice-Campeã | A–São Gonçalo | Da construção naval ao Carnaval, obrigado Miguel Compositores: Nilo Mocidade, Reinaldo Presidente e Sacadura Cabral. | Nilo Mocidade | Aloísio Melodia e Evanilce Catarina | [ 3 ] |
| Não desfilou em 2013. |             |               | |               |                                     |       |
| 2015                  |             |               | | Nilo Mocidade |                                     |       |
| 2016                  |             |               | |               |                                     |       |